# Missione restauro
Missione restauro (American Restoration) è un programma televisivo statunitense trasmesso su Cielo e History.
Il programma è ambientato nell'Area metropolitana di Las Vegas e mostra l'attività quotidiana della Rick's Restorations, un negozio di restauro di proprietà di Rick Dale, dove lavora con il figlio e la sua squadra per riportare in vita oggetti antichi che vanno da auto e moto a vecchi giochi. Nella settima stagione il programma è stato rinnovato con un nuovo cast che segue cinque differenti negozi di restauro.
Il programma è il primo spin-off della serie Affari di famiglia, nel quale Dale appare diverse volte come esperto di restauro. A sua volta il programma è pieno di numerosi cameo da parte di membri dello staff della squadra.

## Cast

### Stagione 1-6
- Rick Dale: è un esperto di restauri di oggetti antichi e proprietario del Rick's Restorations. Rick Harrison, il conduttore del programma Affari di famiglia, è uno dei suoi migliori clienti e lo definisce "un restauratore che fa miracoli".
- Tyler Dale: è il figlio adolescente di Rick che un giorno prenderà in consegna l'attività. Nonostante lavori al negozio da alcuni anni, suo padre sostiene che ha ancora molto da imparare sul mestiere. Nella puntata "La promozione di Tyler" viene promosso caporeparto, con reazioni diverse degli altri dipendenti.
- Ron Dale: è il fratello minore di Rick che lavora con lui nel negozio. Rick dice che è il dipendente più difficile da gestire. Compare in una puntata di Affari di famiglia quando gli Harrison commissionano al fratello un restauro.
- Brettly Otterman: è il figliastro di Rick definito "l'imbranato". In genere gli vengono affidati i compiti più noiosi come la sabbiatura e lo smaltimento degli alveari. In una puntata restaura con Rick e Tyler un vecchio camioncino Ford, che diventa la sua prima macchina.
- Kowboy: è un amico di Rick che lavora al negozio. Principalmente si occupa della lucidatura del metallo e della lavorazione del legno.
- Kyle Astroga: è un amico di Kowboy e Rick che si occupa dei progetti di montaggio e smontaggio. Viene definito "il più abile e leale lavoratore del negozio".
- Ted: è un artista di scritte con 25 anni di esperienza. Oltre che lavoratore del negozio, è il proprietario della Letter Perfect Incorporated.
- Kelly Dale Mayer: è la seconda moglie di Rick e madre di Brettly. Si occupa della parte commerciale del negozio.

### Stagione 7
- Bodie Stroud : proprietario del Bodie Stroud Industries, di un'auto personalizzata e un negozio di hot rod a Sun Valley, California
- Dale Walksler: proprietaria del Wheels Through Time, con sede a Maggie Valley, in Carolina del Nord
- Andy Bowman Jr.: proprietario del Monkey Business, un negozio di fabbricazione su misura appena fuori Detroit, in Michigan
- Steve Hale: proprietario dello Steve's Restorations and Hot Rods, a Frankfort, New York
- Bob Halliday: proprietario del Bob's Garage, con sede a Marietta, in Georgia